# Květa Pacovská
Květa Pacovská (Praga, 28 de julio de 1928-6 de febrero de 2023) fue una pintora, escultora e ilustradora checa. Estudió y se graduó en Artes Aplicadas. Fue profesora en Berlín, y como ella misma ha dicho, se inició en el arte de la ilustración intentando compartir una actividad con sus hijos, en el intento de compartir algo creativo.

## Obra
Aunque su obra más conocida puede centrarse en la ilustración de literatura infantil, sus exposiciones de escultura y pintura son importantes en Centroeuropa. Su obra se caracteriza por el uso de diferentes formas geométricas y vivos colores, donde habitualmente predomina el rojo.
Desde 1990 está produciendo de manera independiente, consiguiendo el Premio Hans Christian Andersen en 1992.
Sus obras más destacadas son El pequeño rey de las flores (1991); Teatro de Medianoche (1992); Caperucita Roja [2008); Hasta el Infinito (2008).